# A Mãe (álbum)
A Mãe foi o nono trabalho e sexto álbum de originais de Rodrigo Leão, produzido em 2009, surgindo na capa creditado a «Rodrigo Leão & Cinema Ensemble». O álbum, dedicado à mãe do músico e compositor, falecida nesse ano, foi considerado pela revista Les Inrockuptibles um dos melhores na categoria «world, jazz et chanson», surgindo na 5.ª posição do seu Top 20 de 2010.
O álbum conta com a participação de, entre outros, o irlandês Neil Hannon (The Divine Comedy), o inglês Stuart A. Staples (Tindersticks) e o argentino Daniel Melingo, incluindo faixas com títulos e letras em português, inglês, castelhano e russo.
Três das faixas deste álbum integraram a banda sonora da série de televisão Equador, transmitida no mesmo ano.

## Faixas
| Faixa | Título                           | Música                                    | Letra                         | Participação especial   | Duração | Observações                                                           |
| ----- | -------------------------------- | ----------------------------------------- | ----------------------------- | ----------------------- | ------- | --------------------------------------------------------------------- |
| 1     | Histórias                        | Rodrigo Leão                              | —                             | —                       | 03:30   | Incluídas na banda sonora original da série Equador                   |
| 2     | Vida Tão Estranha                | Rodrigo Leão                              | Ana Carolina                  | —                       | 03:18   | Incluídas na banda sonora original da série Equador                   |
| 3     | A Corda                          | Rodrigo Leão                              | Ana Carolina                  | —                       | 03:07   |                                                                       |
| 4     | Pássaros de Panjim               | Rodrigo Leão                              | —                             | —                       | 01:45   |                                                                       |
| 5     | This Light Holds So Many Colours | Rodrigo Leão                              | Stuart A. Staples             | Stuart A. Staples (voz) | 05:03   |                                                                       |
| 6     | A Mãe                            | Rodrigo Leão                              | —                             | —                       | 03:35   | Incluída na banda sonora original da série Equador                    |
| 7     | O Relógio                        | Rodrigo Leão                              | —                             | —                       | 02:06   |                                                                       |
| 8     | Cathy                            | Rodrigo Leão                              | Neil Hannon                   | Neil Hannon (voz)       | 04:47   |                                                                       |
| 9     | Viagem a Goa                     | Rodrigo Leão                              | —                             | —                       | 02:37   |                                                                       |
| 10    | Sleepless Heart                  | Rodrigo Leão, Ana Vieira e Pedro Oliveira | Ana Carolina                  | —                       | 05:16   |                                                                       |
| 11    | Estoril                          | Rodrigo Leão                              | —                             | —                       | 02:47   |                                                                       |
| 12    | Segredos                         | Rodrigo Leão e Ana Vieira                 | Ana Carolina                  | —                       | 04:29   |                                                                       |
| 13    | 1939                             | Rodrigo Leão                              | —                             | —                       | 03:52   |                                                                       |
| 14    | Canciones Negras                 | Rodrigo Leão                              | João Pedro Diniz              | —                       | 03:46   |                                                                       |
| 15    | No Sé Nada                       | Rodrigo Leão                              | Daniel Melingo                | Daniel Melingo (voz)    | 04:16   |                                                                       |
| 16    | Ya Skaju Tebe                    | Rodrigo Leão                              | Viviena Tupikova e Ana Vieira | —                       | 03:33   |                                                                       |
| 17    | 4º Piso                          | Rodrigo Leão                              | —                             | —                       | 01:39   |                                                                       |
| 18    | O Futuro                         | Rodrigo Leão                              | —                             | —                       | 03:37   | Faixa extra (bonus track), não presente em todas as edições deste CD. |

## Créditos
- Rodrigo Leão – sintetizador

### Cinema Ensemble
- Ana Vieira – voz
- Celina da Piedade – acordeão e metalofone
- Viviena Tupikova – violino
- Bruno Silva – viola
- Marco Pereira – violoncelo
- Luís Aires – baixo
- Luís San Payo – bateria

### Participações especiais
- Daniel Melingo – voz em No Sé Nada
- Neil Hannon – voz em Cathy
- Stuart A. Staples – voz em This Light Holds So Many Colours

### Outras participações
- João Eleutério – guitarra eléctrica, metalofone e percussão
- Tiago Lopes – baixo, metalofone e percussão
- João Portela – guitarra eléctrica
- Pedro Oliveira – guitarra eléctrica
- Ruben Costa – guitarra eléctrica
- Pedro Wallenstein – contrabaixo
- Claus Nymark – trombone
- Sinfonietta de Lisboa (direcção: Vasco Pearce de Azevedo)

## Prémios e distinções
Esta é uma lista de prémios e distinções atribuídos a Rodrigo Leão relativamente ao seu álbum A Mãe:
| Ano  | Entidade                            | Prémio ou distinção   | Categoria                            | Resultado |
| ---- | ----------------------------------- | --------------------- | ------------------------------------ | --------- |
| 2010 | Televisão SIC / Revista Caras       | Globos de Ouro 2009   | Música: Melhor Intérprete Individual | Nomeado   |
| 2010 | Revista Les Inrockuptibles (França) | «Top albums» (Top 20) | «World, jazz et chanson»: A Mãe      | n.º 5     |